# Лосино-Петровское благочиние
Лосино-Петровское благочиние — округ Балашихинской епархии Русской православной церкви, объединяющий приходы в пределах городского округа Лосино-Петровский и части городского округа Щёлково Московской области.
Благочинный округа — Павел Владимирович Галушко, настоятель Никольского храма в Лосино-Петровском.

## Приходы благочиния[1]
Город Лосино-Петровский
- Никольская церковь (1822)
- Скорбященская церковь (1819)

Село Анискино

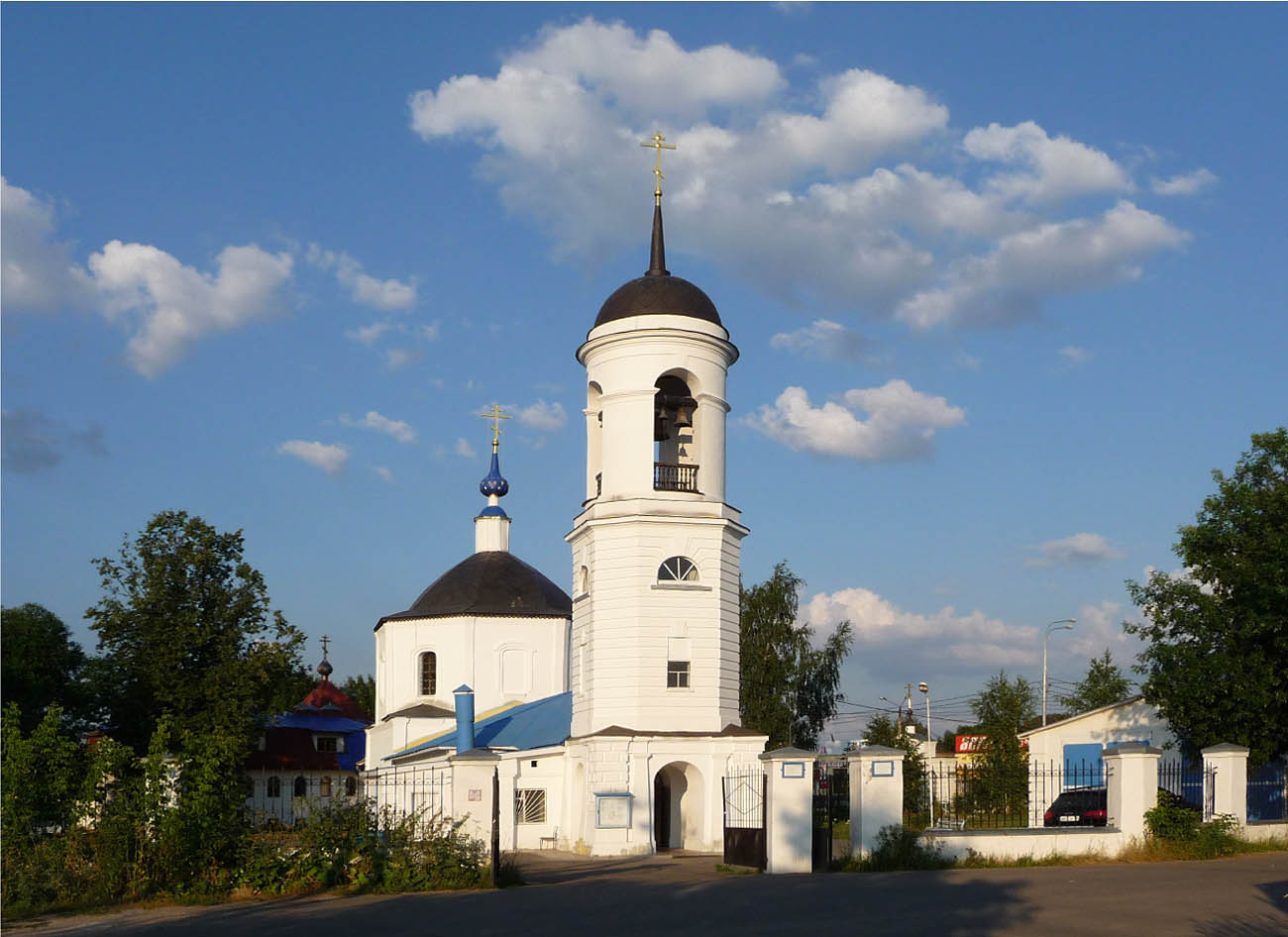
Церковь Рождества Богородицы в Анискино

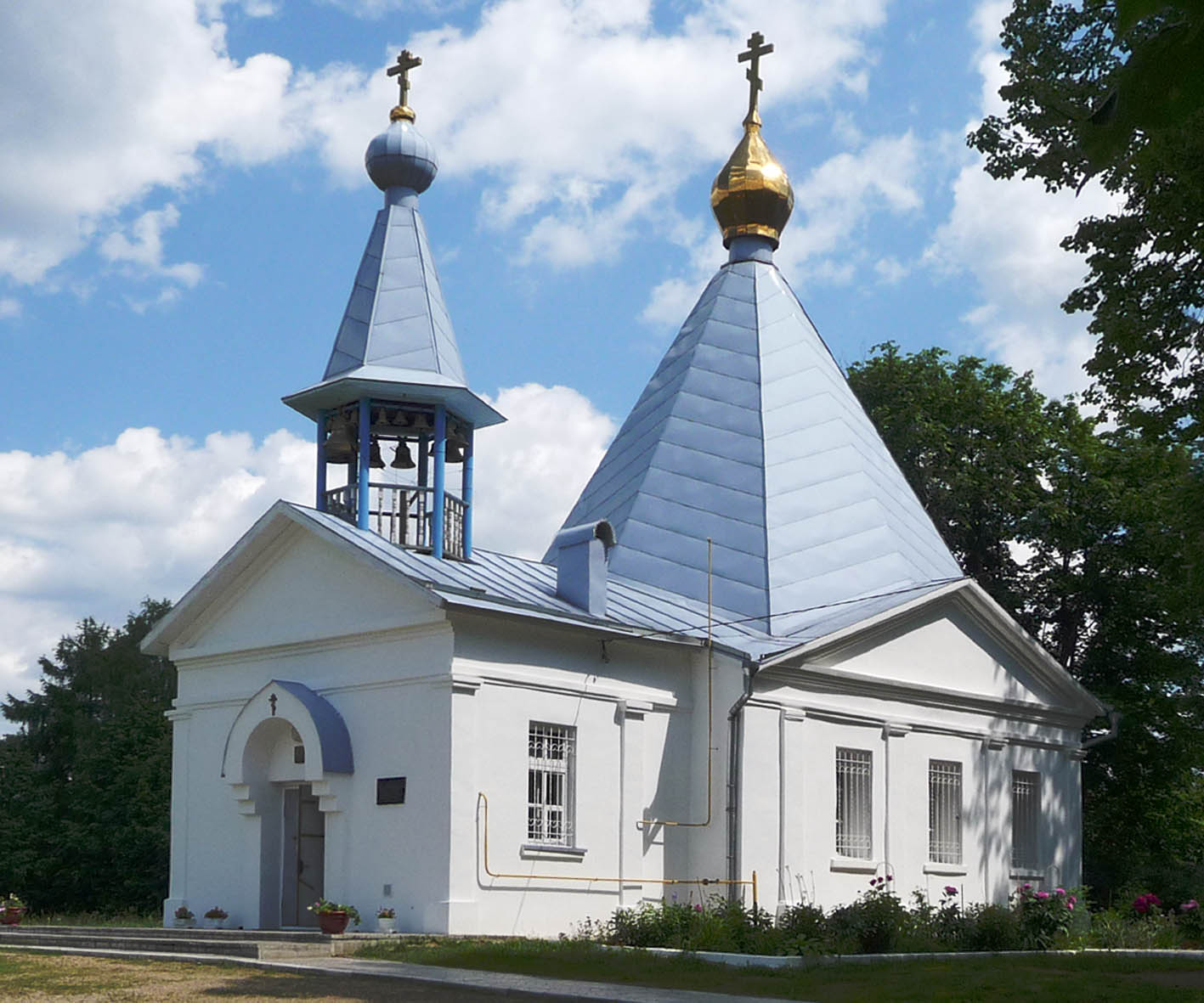
Церковь Марии Магдалины в Улиткино

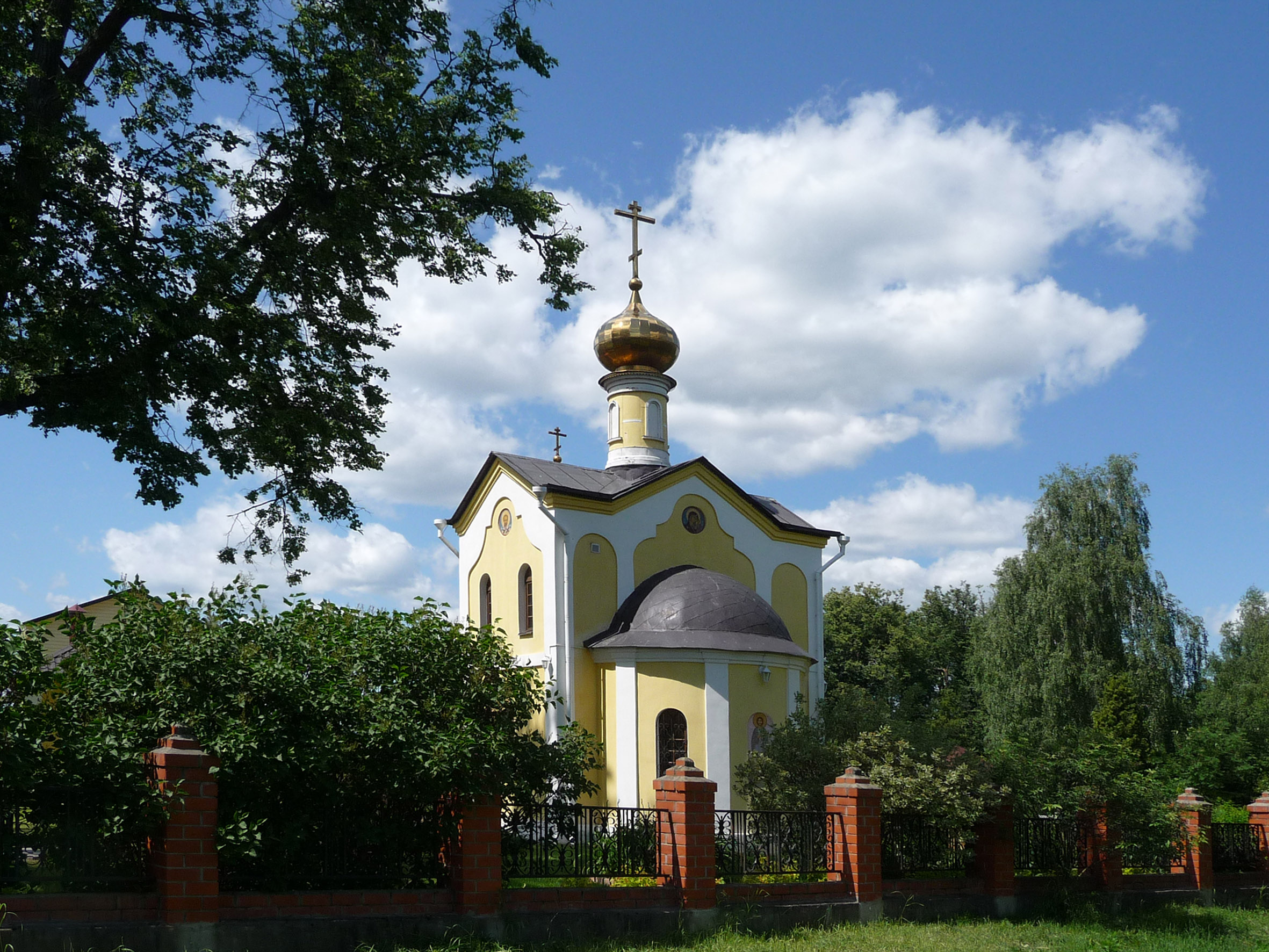
Церковь Святого Анатолия в Кармолино

- церковь Рождества Богородицы (1738)
- домовая гимназическая церковь апостола и евангелиста Иоанна Богослова
- часовня мученика Анатолия

Деревня Глинки
- Иоанно-Богословская церковь (1756)

Село Душоново
- церковь Тихвинской иконы Божией Матери (1839)
- церковь иконы Божией Матери «Утоли моя печали»
- часовня свт. Николая

Деревня Кармолино
- церковь святого мученика Анатолия (2005)

Село Леониха
- церковь Казанской иконы Божией Матери (2003)

Село Маврино
- Владимирская церковь (1703)

Деревня Малые Петрищи
- Алексиевская церковь (2009)

Деревня Мизиново
- храм иконы Божией Матери «Неупиваемая Чаша» (2008)

Посёлок Монино
- Александро-Невская церковь (2007)
- церковь Великомученика Георгия Победоносца (2000)

Село Петровское
- Спасский храм (1828)

Село Пречистое
- Троицкая церковь (1822)

Село Рязанцы
- Троицкая церковь (1695)
- часовня Покрова Божией Матери

Посёлок Свердловский
- церковь иконы Божией Матери Знамение (1885)

Село Улиткино
- церковь св. мироносицы Марии Магдалины (1748)

Посёлок Фряново
- церковь Св. Иоанна Предтечи (1797)
- церковь священномученика Михаила пресвитера (Никологорского)

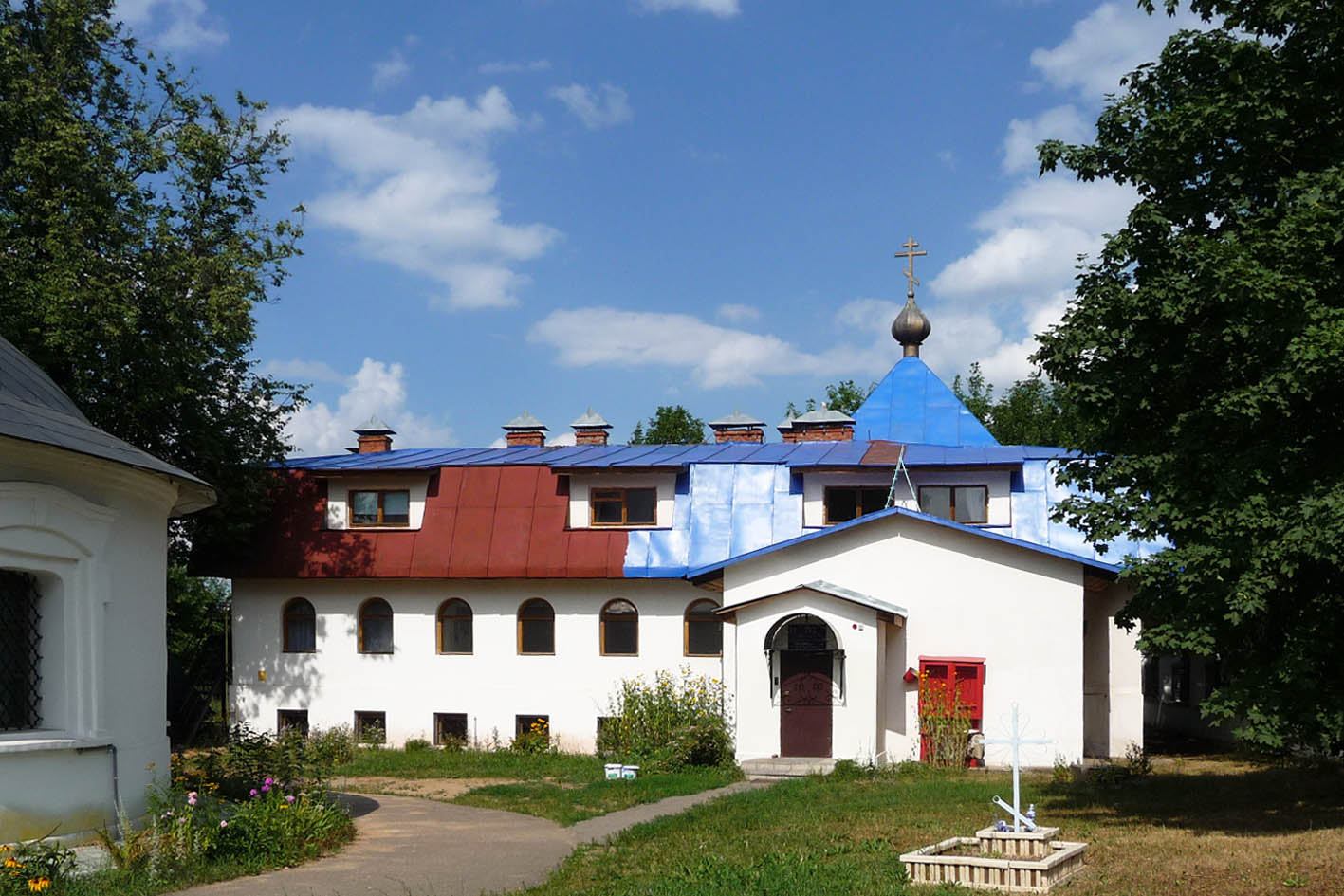
Гимназия «Ковчег» с домовым храмом Иоанна Богослова в селе Анискино

## Православная гимназия «Ковчег»
В Лосино-Петровском благочинии имеется обладающая государственной лицензией на образовательную деятельность Негосударственное образовательное учреждение «Православная классическая гимназия „Ковчег“», отделения которой находятся в Анискино, Душоново, Щёлково, Балашихе и Королёве.